# Armorial des familles basques (Gab - Gal)
Cet article décrit l'armorial des familles basques par ordre alphabétique et concerne les familles dont les noms commencent par les lettres « Gab » successivement jusqu’à « Gal ».

## Blasonnements

### Gab
Famille Gabiola (Guipuscoa) :
| Blason | Blasonnement : De gueules au griffon d'argent ; à la bordure d'or chargée de huit Coquilles d'azur. Note : Les blasonnements de cette page sont tous issus de cet ouvrage qui cite également d'autres sources. ,. Commentaires : Maison noble à Mendaro, près d'Elgoibar. Simon Gabiola y Zabala, payeur de l'Armée des Indes, chevalier de Saint-Jacques en 1632. |

### Gai
Famille Gainza (Biscaye) :
| Blason | Blasonnement : Parti, au 1 d'azur à la tour d'argent surmontée d'une étoile d'or ; au 2 échiqueté d'or et de gueules Note : Les blasonnements de cette page sont tous issus de cet ouvrage qui cite également d'autres sources. ,. Commentaires : Francisco de Gainza, docteur en théologie, curé de la paroisse d'Irun, fut l'un des historiens de la ville, au XVIIIe siècle. |

Famille Gainza (Deba) :
| Blason | Blasonnement : D'argent à trois arbres de sinople, et une bordure d'or, puis, selon la tradition, en souvenir de la bataille de Las Navas de Tolosa, en 1212, d'argent à la croix fleurdelisée de gueules ; à la bordure d'or chargée de trois arbres de sinople Note : Les blasonnements de cette page sont tous issus de cet ouvrage qui cite également d'autres sources. ,. Commentaires : Branche de la famille établie à Deva. |

Famille Gainza (Gainza) :
| Blason | Blasonnement : Parti, au 1 de sinople au château d'or : au 2 d'or au chêne sinople accompagné d'un loup passant de sable au pied du tronc. Note : Les blasonnements de cette page sont tous issus de cet ouvrage qui cite également d'autres sources. ,. Commentaires : Maison noble dans le village de Gainza qui obtint des lettres de provision de noblesse en 1784 et porte ces armes. Une branche établie à Tolosa porte aussi ces mêmes armes. |

Famille Gainzar (Renteria) :
| Blason | Blasonnement : De gueules au lion d'or tenant une bannière d'argent ; à la bordure cousue d'azur chargée de quatre ancres d'argent. Note : Les blasonnements de cette page sont tous issus de cet ouvrage qui cite également d'autres sources. , Apellidos blasonados, in enciclopedia Guipuzcoana, Juan de Erenchun, 1965. |

Famille Gainzarain (Guipuscoa) :
| Blason | Blasonnement : D'argent à quatre fasces de gueules ; à la bordure d'azur chargée de dix flanchis d'or. Note : Les blasonnements de cette page sont tous issus de cet ouvrage qui cite également d'autres sources. , Apellidos blasonados, in enciclopedia Guipuzcoana, Juan de Erenchun, 1965. Commentaires : Ancienne maison noble de Beasain. Preuves de noblesse en 1783. |

### Gal
Famille Galairena (vallée de Baztan) :
| Blason | Blasonnement : Échiqueté d'argent et de sable (qui est de la vallée du Baztan). Alias : De gueules à la bande vairée d'argent et d'azur, engoulée de têtes de serpents d'or Note : Les blasonnements de cette page sont tous issus de cet ouvrage qui cite également d'autres sources. , . Commentaires : Maison noble à Ziga au sud de la vallée de Baztan. |

Famille Galar (Navarre) :
| Blason | Blasonnement : Écartelé, aux 1 et 4 de gueules à la bande d'argent chargée de trois étoiles de sable; aux 2 et 3 d'argent à trois agneaux de sable 2 et 1. Note : Les blasonnements de cette page sont tous issus de cet ouvrage qui cite également d'autres sources. ,. Commentaires : Une maison noble existait à Galar, dont elle prit le nom. |

Famille Galarza (Bilbao) :
| Blason | Blasonnement : De sinople à l'arbre sec d'argent accosté de deux coquilles du même. Note : Les blasonnements de cette page sont tous issus de cet ouvrage qui cite également d'autres sources. , . Commentaires : Les diverses branches réparties sur tout le Pays Basque portent des armes différentes. |

Famille Galarza (Fontarrabie) :
| Blason | Blasonnement : Parti, au 1 de gueules à deux fasces d'argent, accompagnées entre les deux d'un chaudron de sable ; au 2 d'argent au lion rampant au naturel. Note : Les blasonnements de cette page sont tous issus de cet ouvrage qui cite également d'autres sources. , . Commentaires : Les diverses branches réparties sur tout le Pays Basque portent des armes différentes. |

Famille Galarza (Galarza) :
| Blason | Blasonnement : De sinople à l'arbre sec d'argent entre les lettres G et A d'or, et un ours au naturel appuyé contre le tronc de l'arbre (armes primitives). Note : Les blasonnements de cette page sont tous issus de cet ouvrage qui cite également d'autres sources. , . Commentaires : Martin Gaillardie, receveur de la coutume de Bayonne en 1695, reçut d'office ces armes en 1701. |

Famille Gaillardie (Biarritz) :
| Blason | Blasonnement : D'argent à cinq violons de gueules posés 3 et 2. Note : Les blasonnements de cette page sont tous issus de cet ouvrage qui cite également d'autres sources. , . Commentaires : Martin Gaillardie, receveur de la coutume de Bayonne en 1695, reçut d'office ces armes en 1701. |

Famille Gaillardie (Bayonne) :
| Blason | Blasonnement : D'argent à l'arbre arraché de sinople, accosté de deux étoiles de gueules et soutenu d'un croissant d'azur. Note : Les blasonnements de cette page sont tous issus de cet ouvrage qui cite également d'autres sources. , . Commentaires : Samson François de Gaillardie, bourgeois et homme d'armes de la ville de Bayonne, reçut d'office ces armes. |

Famille Galart (Bayonne) :
| Blason | Blasonnement : D'argent à la colombe essorante au naturel, à la terrasse de sinople chargée de trois fleurs d'azur, tigées et feuillées de sinople. Note : Les blasonnements de cette page sont tous issus de cet ouvrage qui cite également d'autres sources. ,. Commentaires : Famille patricienne de Bayonne. Léon de Galart, échevin de cette ville, reçut récompense du roi Louis XIV pour services rendus à Colbert en venant étudier la défense des ports de Bayonne et Saint-Jean-de-Luz. |

Famille Galarreta (Amurrio) :
| Blason | Blasonnement : D'argent à trois troncs d'arbre au naturel ; à la bordure de gueules chargée de trois étoiles d'or. Note : Les blasonnements de cette page sont tous issus de cet ouvrage qui cite également d'autres sources. ,. Commentaires : Armes de la maison d'Amurrio. |

Famille Galarrete (Alava) :
| Blason | Blasonnement : Écartelé, aux 1 et 4 d'argent au lion rampant au naturel ; aux 2 et 3 de gueules à trois feuilles de peuplier d'or. Note : Les blasonnements de cette page sont tous issus de cet ouvrage qui cite également d'autres sources. ,. Commentaires : Maison noble du lieu de Galarreta, près de San Millán, à l'origine d'une autre maison noble à Amurrio, également en Alava. |

Famille Galdames (Biscaye) :
| Blason | Blasonnement : D'or à quatre points d'échiquier de gueules ; à la bordure d'azur chargée de huit étoiles d'or. Note : Les blasonnements de cette page sont tous issus de cet ouvrage qui cite également d'autres sources. , . Commentaires : Maison noble au lieu de ce nom. |

Famille Galdeano (Navarre) :
| Blason | Blasonnement : De gueules au croissant échiqueté d'argent et de sable. Note : Les blasonnements de cette page sont tous issus de cet ouvrage qui cite également d'autres sources. , . Commentaires : Palacio maison d'armes à Galdeano, près d'Estella, à l'origine d'autres maisons nobles à Peralta, Dicastillo et Los Arcos, au sud de la Navarre. Confirmation de noblesse en 1562. |

Famille Galdeano (Peralta) :
| Blason | Blasonnement : De gueules au croissant échiqueté d'argent et de sable et à la fasce aussi échiquetée d'argent et de sable. Note : Les blasonnements de cette page sont tous issus de cet ouvrage qui cite également d'autres sources. , . Commentaires : Branche établie à Peralta. |

Famille Gallaistegui (Guipuscoa) :
| Blason | Blasonnement : Parti, au 1 d'argent au chaudron de sable pendant à une chaîne, posé sur un feu de gueules ; au 2 d'or à la bande de sinople accostée de deux loups de sable ; à la bordure générale de gueules chargée de huit flanchis d'or. Note : Les blasonnements de cette page sont tous issus de cet ouvrage qui cite également d'autres sources. , . Commentaires : Miguel de Gallaistegui habitait Bergara en 1390 ; Pedro Gallaistegui habitait Mondragon en 1530. Domingo de Gallaistegui prouva sa noblesse à Elgeta en 1606. |